# USC School of Dramatic Arts
La  USC School of Dramatic Arts  est une école privée de spectacle de Los Angeles.

## Histoire
L'école est créée en 1945. Elle devient indépendante en 1991,. 

## Personnalités de l'école
- Leigh-Allyn Baker
- Troian Bellisario
- Beck Bennett
- LeVar Burton
- Sophia Bush
- Tate Donovan
- Ryan Eggold
- Will Harris
- Evan Helmuth
- Devin Kelley
- Eric Ladin
- James Lesure
- Kevin Mambo
- Timothy Omundson
- J. August Richards
- John Ritter
- Jon Rudnitsky
- Stark Sands
- Kyra Sedgwick
- James Snyder (actor)
- Anthony Sparks
- Karan Soni
- Eric Stoltz
- Danny Strong
- TJ Thyne
- Michael Uppendahl
- Peter Vack
- Forest Whitaker
- Deborah Ann Woll

## Programmes
- Bachelor
  - Bachelor d'Art (BA)
    - BA en Théâtre
    - BA en art visuel

  - Bachelor en art (BFA)
    - BFA en comédie
    - BFA en Designe
    - BFA en Son
    - BFA en management
    - BFA en direction artistique
- Degrés supérieurs
  - Master en Arts (MFA)
    - MFA en comédie
    - MFA en scénario